# Gedenknaald vliegveld Soesterberg
De Gedenknaald Vliegbasis Soesterberg is een gemeentelijk monument aan de Verlengde Paltzerweg 1 in de gemeente Soest in de provincie Utrecht. De naald staat bij het nieuwe Militaire Luchtvaart Museum.
Het gedenkteken werd op 30 juni 1923 geplaatst bij het tienjarig bestaan van de Luchtvaart Afdeeling (LVA) ter nagedachtenis aan Onze gevallen kameraden. In de tien jaren daarvoor waren dertien vliegers omgekomen. In 1955 werd aan de voorzijde van het monument een lauwertak toegevoegd.
Aan de voorzijde van de bijna ovale heuvel zijn gemetselde trappen gemaakt. Op het smeedijzeren hekje staat te lezende tekst: Moed Beleid Trouw. De hardstenen naald staat op een verbreed voetstuk van een muurtje dat met een ringenmotief verbonden is met de trappen.
Nadat het in de oorlog beschadigd raakte werd het monument gerestaureerd en kreeg het een andere plaats. Ook werd een gemetseld voetstuk toegevoegd. De oorspronkelijke adelaar die boven op de naald stond werd vervangen door een replica. Links van de naald staat een - ook herplaatste - gedenksteen in de vorm van een zwerfkei met opschrift 1913-1938.

## Zie ook

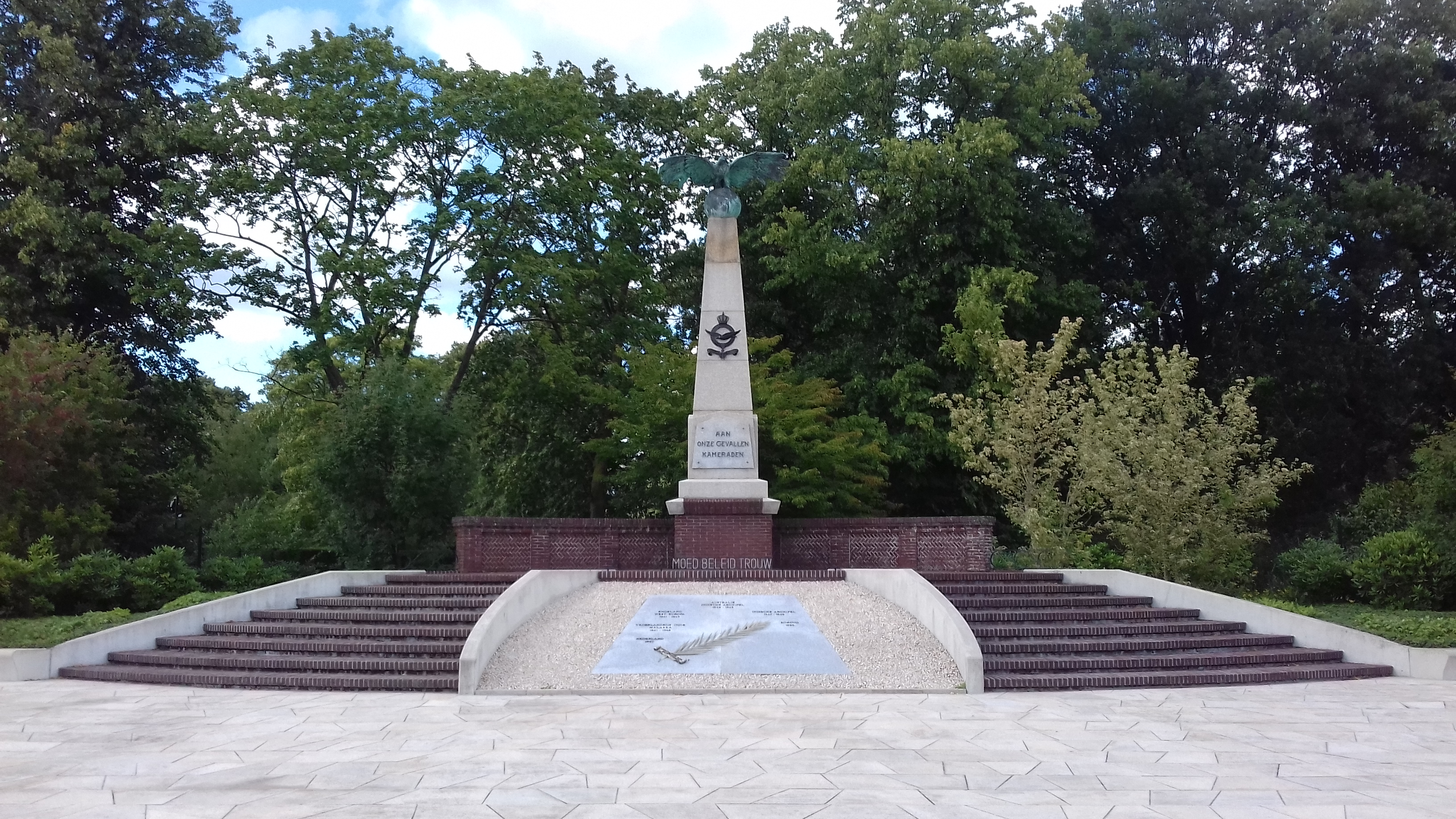
Monument voor gevallen vliegers
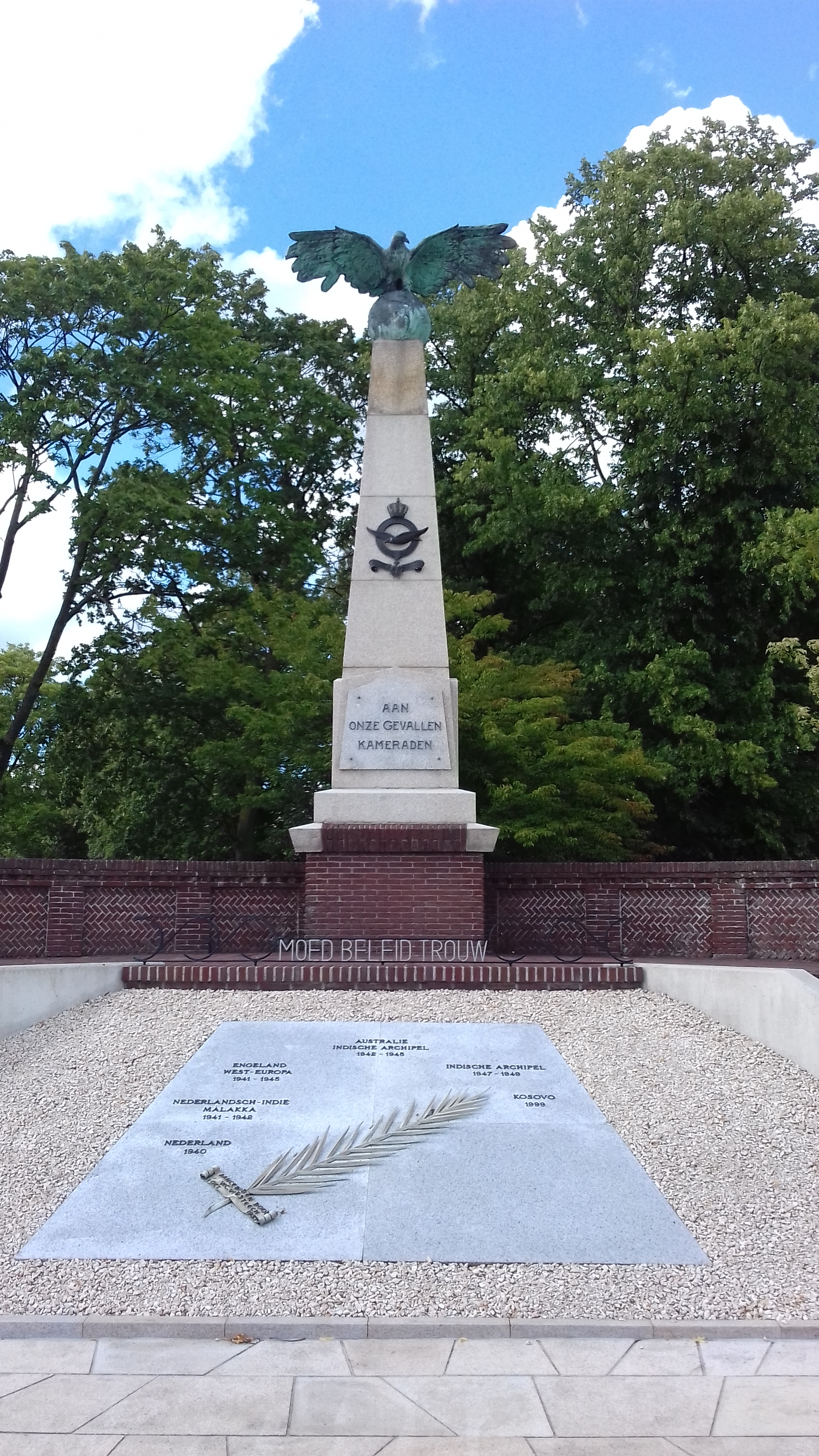
Monument voor gevallen vliegers, detail foto